# Чемпионат Европы по волейболу среди младших девушек 2021
3-й чемпионат Европы по волейболу среди младших девушек (финальный турнир) проходил с 10 по 18 июля 2021 года в Ньиредьхазе (Венгрия) и Гуменне (Словакия) с участием 12 сборных команд, составленных из игроков не старше 16 лет. Чемпионский титул выиграла младшая юниорская сборная России.

## Команды-участницы
Венгрия, Словакия — команды стран-организатора;
Бельгия, Болгария, Италия, Польша, Россия, Румыния, Сербия, Турция, Хорватия, Чехия — по результатам квалификации.

## Квалификация
Квалификация (отборочный турнир) чемпионата прошла в период с 9 марта по 9 мая 2021 года с участием 25 команд и включала два этапа. От квалификации освобождены команды стран-организаторов — Венгрия (принявшая участие в чемпионате MEVZA) и Словакия. 
Первый этап проводился в рамках чемпионатов четырёх волейбольных зональных ассоциаций ЕКВ, в ходе которых были разыграны 4 путёвки в финальный турнир европейского первенства, которые выиграли победители турниров. 
18 команд вышли во второй этап квалификации, где были разделены на 5 групп, победители которых и лучшая команда из числа занявших вторые места получили оставшиеся 6 путёвок в финальный турнир чемпионата Европы.  

### Первый этап
|  | Квалифицировавшиеся в качестве чемпионов зональных ассоциаций |
|  | Прошедшие во 2-й этап квалификации                            |

| Место | BVA 9-13.03.2021 ( Врнячка-Баня) | EEVZA 11-14.03.2021 ( Даугавпилс) | MEVZA 12-14.03.2021 ( Задар) | WEVZA 31.03-4.04.2021 ( Кьявенна) |
| ----- | -------------------------------- | --------------------------------- | ---------------------------- | --------------------------------- |
| 1     | Сербия                           | Россия                            | Чехия                        | Италия                            |
| 2     | Болгария                         | Польша                            | Словения                     | Бельгия                           |
| 3     | Турция                           | Беларусь                          | Венгрия                      | Португалия                        |
| 4     | Румыния                          | Эстония                           | Хорватия                     | Нидерланды                        |
| 5     | Северная Македония               | Украина                           | Австрия                      | Франция                           |
| 6     |                                  | Литва                             | Израиль                      | Германия                          |
| 7     |                                  | Латвия                            |                              |                                   |
| 8     |                                  | Грузия                            |                              |                                   |

### Второй этап
Германия и Северная Македония отказались от участия.
| Место | Группа A 7-9.05.2021 ( Вилворде) | Группа B 7-9.05.2021 ( София) | Группа C 8.05.2021 ( Задар) | Группа D 7-9.05.2021 ( Валбжих) | Группа Е 6-8.05.2021 ( Марибор) |
| ----- | -------------------------------- | ----------------------------- | --------------------------- | ------------------------------- | ------------------------------- |
| 1     | Бельгия                          | Болгария                      | Хорватия                    | Польша                          | Турция                          |
| 2     | Беларусь                         | Эстония                       | Румыния                     | Нидерланды                      | Словения                        |
| 3     | Украина                          | Финляндия                     |                             | Франция                         | Австрия                         |
| 4     |                                  |                               |                             | Литва                           | Португалия                      |

## Система розыгрыша
Соревнования состояли из предварительного этапа и плей-офф. На предварительной стадии 12 команд-участниц были разбиты на 2 группы, в которых играли в один круг. По две лучшие команды из групп вышли в полуфинал плей-офф и далее определили призёров чемпионата. По такой же системе итоговые 5—8-е места разыграли команды, занявшие в группах 3—4-е места.
Первичным критерием при распределении мест в группах являлось общее количество побед. При равенстве этого показателя в расчёт последовательно брались количество очков, соотношение партий, мячей, результаты личных встреч. За победы со счётом 3:0 и 3:1 команды получали по 3 очка, за победы 3:2 — по 2 очка, за поражения 2:3 — по 1 очку, за поражения 0:3 и 1:3 очки не начислялись.

## Игровые арены
Ньиредьхаза
- В Континентальной Арене  прошли матчи группы 1 предварительного этапа и поединки плей-офф за 1—4 места. Вместимость — 2400 зрителей.

 Гуменне
- В Городском спортивном зале прошли матчи группы 2 предварительного этапа и поединки плей-офф за 5—8 места. Вместимость — 1190 зрителей.

## Предварительный этап
|  | Прошедшие в плей-офф за 1—4 места |
|  | Прошедшие в плей-офф за 5—8 места |

### Группа 1
Ньиредьхаза
| М | Команда | 1   | 2   | 3   | 4   | 5   | 6   | И | В | П | С/П  | О  |
| - | ------- | --- | --- | --- | --- | --- | --- | - | - | - | ---- | -- |
| 1 | Россия  |     | 3:2 | 3:0 | 3:0 | 3:0 | 3:0 | 5 | 5 | 0 | 15:2 | 14 |
| 2 | Турция  | 2:3 |     | 3:1 | 3:0 | 3:0 | 3:0 | 5 | 4 | 1 | 14:4 | 13 |
| 3 | Польша  | 0:3 | 1:3 |     | 3:0 | 3:0 | 3:2 | 5 | 3 | 2 | 10:8 | 8  |
| 4 | Венгрия | 0:3 | 0:3 | 0:3 |     | 3:1 | 3:1 | 5 | 2 | 3 | 6:11 | 6  |
| 5 | Бельгия | 0:3 | 0:3 | 0:3 | 1:3 |     | 3:1 | 5 | 1 | 4 | 4:13 | 3  |
| 6 | Чехия   | 0:3 | 0:3 | 2:3 | 1:3 | 1:3 |     | 5 | 0 | 5 | 4:15 | 1  |

10 июля
Турция — Польша 3:1 (25:22, 28:26, 18:25, 25:18); Венгрия — Чехия 3:1 (25:23, 19:25, 25:19, 25:17); Россия — Бельгия 3:0 (25:16, 25:21, 25:16).
11 июля
Турция — Чехия 3:0 (25:17, 25:14, 25:15); Венгрия — Бельгия 3:1 (25:14, 25:17, 23:25, 25:20); Россия — Польша 3:0 (25:14, 25:20, 25:13).
12 июля
Бельгия — Чехия 3:1 (25:19, 14:25, 25:22, 25:23); Польша — Венгрия 3:0 (25:18, 25:14, 25:14); Россия — Турция 3:2 (25:23, 18:25, 22:25, 25:17, 15:13).
14 июля
Польша — Бельгия 3:0 (25:18, 25:18, 25:15); Турция — Венгрия 3:0 (25:17, 25:21, 25:18); Россия — Чехия 3:0 (25:22, 25:16, 25:12).
15 июля
Турция — Бельгия 3:0 (25:14, 26:24, 25:16); Россия — Венгрия 3:0 (25:12, 25:17, 25:12); Польша — Чехия 3:2 (25:23, 19:25, 23:25, 25:13, 15:13).

### Группа 2
Хуменне
| М | Команда  | 1   | 2   | 3   | 4   | 5   | 6   | И | В | П | С/П  | О  |
| - | -------- | --- | --- | --- | --- | --- | --- | - | - | - | ---- | -- |
| 1 | Италия   |     | 0:3 | 3:0 | 3:1 | 3:0 | 3:0 | 5 | 4 | 1 | 12:4 | 12 |
| 2 | Болгария | 3:0 |     | 1:3 | 3:1 | 3:2 | 3:0 | 5 | 4 | 1 | 13:6 | 11 |
| 3 | Сербия   | 0:3 | 3:1 |     | 3:0 | 3:2 | 3:0 | 5 | 4 | 1 | 12:6 | 11 |
| 4 | Словакия | 1:3 | 1:3 | 0:3 |     | 3:1 | 3:0 | 5 | 2 | 3 | 8:10 | 6  |
| 5 | Хорватия | 0:3 | 2:3 | 2:3 | 1:3 |     | 3:1 | 5 | 1 | 4 | 8:13 | 5  |
| 6 | Румыния  | 0:3 | 0:3 | 0:3 | 0:3 | 1:3 |     | 5 | 0 | 5 | 1:15 | 0  |

10 июля
Болгария — Италия 3:0 (25:21, 25:17, 25:22); Словакия — Румыния 3:0 (25:13, 25:17, 25:22); Сербия — Хорватия 3:2 (23:25, 25:10, 22:25, 25:19, 15:11).
11 июля
Болгария — Румыния 3:0 (25:16, 25:17, 25:19); Словакия — Хорватия 3:1 (25:23, 25:21, 16:25, 25:23); Италия — Сербия 3:0 (25:17, 25:18, 25:13).
12 июля
Хорватия — Румыния 3:1 (19:25, 25:19, 25:18, 31:29); Италия — Словакия 3:1 (21:25, 25:9, 25:13, 25:18); Сербия — Болгария 3:1 (25:21, 25:19, 20:25, 25:21).
14 июля
Италия — Румыния 3:0 (25:13, 27:25, 25:8); Сербия — Словакия 3:0 (25:12, 25:17, 25:15); Болгария — Хорватия 3:2 (20:25, 25:18, 25:22, 26:28, 15:10).
15 июля
Сербия — Румыния 3:0 (25:12, 25:9, 25:20); Италия — Хорватия 3:0 (25:12, 25:9, 25:22); Болгария — Словакия 3:1 (25:15, 22:25, 25:8, 25:21).

## Плей-офф
Ньиредьхаза (за 1—4-е места), Гуменне (за 5—8-е места)

### Полуфинал за 5—8-е места
17 июля
Польша — Словакия 3:0 (25:15, 25:16, 25:18).
Сербия — Венгрия 3:1 (19:25, 26:24, 25:18, 25:22).

### Полуфинал за 1—4-е места
17 июля
Россия — Болгария 3:0 (25:16, 25:13, 25:16).
Италия — Турция 3:2 (25:21, 20:25, 19:25, 25:19, 15:6).

### Матч за 7-е место
18 июля
Венгрия — Словакия 3:0 (25:20, 25:20, 25:18).

### Матч за 5-е место
18 июля
Сербия — Польша 3:2 (20:25, 26:24, 12:25, 25:23, 15:9).

### Матч за 3-е место
18 июля
Болгария — Турция 3:2 (21:25, 20:25, 25:10, 25:20, 15:6).

### Финал
18 июля
Россия — Италия 3:1 (25:21, 22:25, 25:21, 25:16). Отчёт

## Итоги

### Положение команд
| Место | Команда  |
| ----- | -------- |
| 1     | Россия   |
| 2     | Италия   |
| 3     | Болгария |
| 4     | Турция   |
| 5     | Сербия   |
| 6     | Польша   |
| 7     | Венгрия  |
| 8     | Словакия |
| 9—10  | Хорватия |
| 9—10  | Бельгия  |
| 11—12 | Чехия    |
| 11—12 | Румыния  |

### Призёры
Россия: Полина Сарапова, Александра Захарова, Вероника Еремеева, Олеся Ананьина, Марина Аслямова, Алина Афиногенова, Елизавета Павлова, Анна Погорельченко, Варвара Кузнецова, Полина Ковалёва, Анастасия Иванкина, Елизавета Нестерова. Главный тренер — Светлана Сафронова.
  Италия: Линда Манфредини, Джорджия Аморузо, Федерика Барателла, Майя-Карлотта Монако, Клаудия Талерико, Амели Вигетто, Эрика Эспозито, Мартина Каппончелли, Далила Маркезини, Анджела Коба, Аурора Дель Фрео, Ирене Месколи. Главный тренер — Паскуале Д’Аньелло.
  Болгария: Христина Зашева, Кая Николова, Калина Бояджиева, Маргарита Гунчева, Елена Коларова, Михаэла Иванова, Симона Анастасова, Дияна Борисова, Ива Дудова, Йоана Докова, Мария-Габриэла Миличевич, Рая Млякова. Главный тренер — Диян Боюклиев.

### Индивидуальные призы
| - MVP Марина Аслямова - Лучшая связующая Полина Сарапова - Лучшие центральные блокирующие Линда Манфредини Майя-Карлотта Монако | - Лучшая диагональная Ива Дудова - Лучшие доигровщицы Эрика Эспозито Полина Ковалёва - Лучшая либеро Олеся Ананьина |